# ئی‌پی کلاب عشق
ئی‌پی کلاب عشق (انگلیسی: The Love Club EP) نخستین آلبوم چندآهنگه (ئی‌پی) خواننده نیوزیلندی لرد است. لرد در ۱۲ سالگی توسط اسکات مک‌لاکلن، استعدادیاب گروه موسیقی یونیورسال کشف شد و ترانه‌سرایی را آغاز کرد. در دسامبر ۲۰۱۱، مک‌لاکلن لرد را به همراه تهیه‌کننده موسیقی، جوئل لیتل هماهنگ کرد و این‌دو در حدود سه هفته، هر ۵ ترانه از ئی‌پی را به‌صورت مشترک نوشتند و تهیه کردند. در نوامبر ۲۰۱۲، لرد به‌صورت ناشر مؤلف ئی‌پی را از طریق ساوندکلاود برای دانلود رایگان منتشر کرد. در ۸ مارس ۲۰۱۳، این ئی‌پی به‌صورت تجاری توسط گروه موسیقی یونیورسال و ویرجین رکوردز منتشر شد.
ئی‌پی کلاب عشق که یک آلبوم الکترونیکا تأثیرگرفته از ایندی راک است، توانست مورد استقبال منتقدان موسیقی قرار بگیرد و تهیه آن را ستوده‌اند و سبک آن را با آثار اسکای فریرا، فلورنس اند د مشین و لانا دل ری مقایسه کردند. آلبوم پس از انتشار در جایگاه دوم جدول‌های نیوزیلند و استرالیا قرار گرفت و به ترتیب یک گواهی‌نامه پلاتین و پلاتین چندتایی در این دو کشور دریافت کرد. در ایالات متحده، این ئی‌پی به رتبه بیست و سوم در جدول بیلبورد ۲۰۰ رسید و تا اوت ۲۰۱۳، ۶۰٬۰۰۰ نسخه در این کشور به فروش رسانده‌است. برای پیشرفت ئی‌پی کلاب عشق، لرد این آلبوم را در حین کنسرت‌های مختلف اجرا کرد و «سلطنتی‌ها» را به‌عنوان یک تک‌آهنگ منتشر کرد.

## پیش‌زمینه و تهیه-تولید
لرد در سن ۱۲ سالگی توسط نماینده استعدادیاب هنرمندان، اسکات مک‌لاکلن از گروه موسیقی یونیورسال (یوام‌جی)، هنگامی که صحنه‌ای از اجرایش را در نمایش استعدادیابی مدرسه آوکلند، نیوزیلند تماشا می‌کرد، کشف شد. در سن ۱۳ سالگی، لرد خودش شروع به نوشتن ترانه کرد. مک‌لاکلن به طرز ناموفقی
تلاش می‌کرد که لرد را با چندین ترانه‌نویس و تهیه‌کننده آشنا کند تا به او در تولید آثارش کمک کنند. در نهایت، او لرد را در دسامبر ۲۰۱۱، هنگامی که در ۱۵ سالگی قرار داشت، به همراه جوئل لیتل هماهنگ کرد. لیتل تحت تأثیر توانایی اجراهای آوازی و ترانه‌سرایی لرد قرار گرفت و بر اساس اشعار لرد، ترانه‌هایی را همراه با ساختار موسیقایی‌اش ساخت.
این‌دو ترانه‌ها را در استودیو گلدن ایج لیتل واقع در مورنینگساید، آوکلند ضبط کردند. لرد در حین مراحل نوشتن ترانه‌ها از چندین هنرمند موسیقی تحت تأثیر هیپ هاپ مانند لانا دل ری الهام گرفت، اما با این وجود، او اشاره‌های «مزخرف» آنها مانند «الکل گران‌قیمت، لباس‌های زیبا و ماشین‌های زیبا» را مورد انتقاد قرار داد. در عرض یک هفته، لرد ضبط قطعه‌های «سلطنتی‌ها»، «شجاعت ظاهری» و «گاز گرفتن» را در تعطیلات مدرسه به پایان رسانده بود، این دو همچنین دو ترانه دیگر برای ئی‌پی ضبط کردند: «اسکناس میلیون دلاری» و «باشگاه عشق». در حالی که لیتل ملودی‌ها را آهنگسازی می‌کرد و سازهای موسیقی از جمله درام، گیتار و سینث‌سایزر را می‌نواخت، لرد خودش ترانه‌ها را می‌نوشت. در مجموع، این دو در مدت سه هفته ضبط ئی‌پی کلاب عشق را به پایان رساندند.

## آهنگسازی

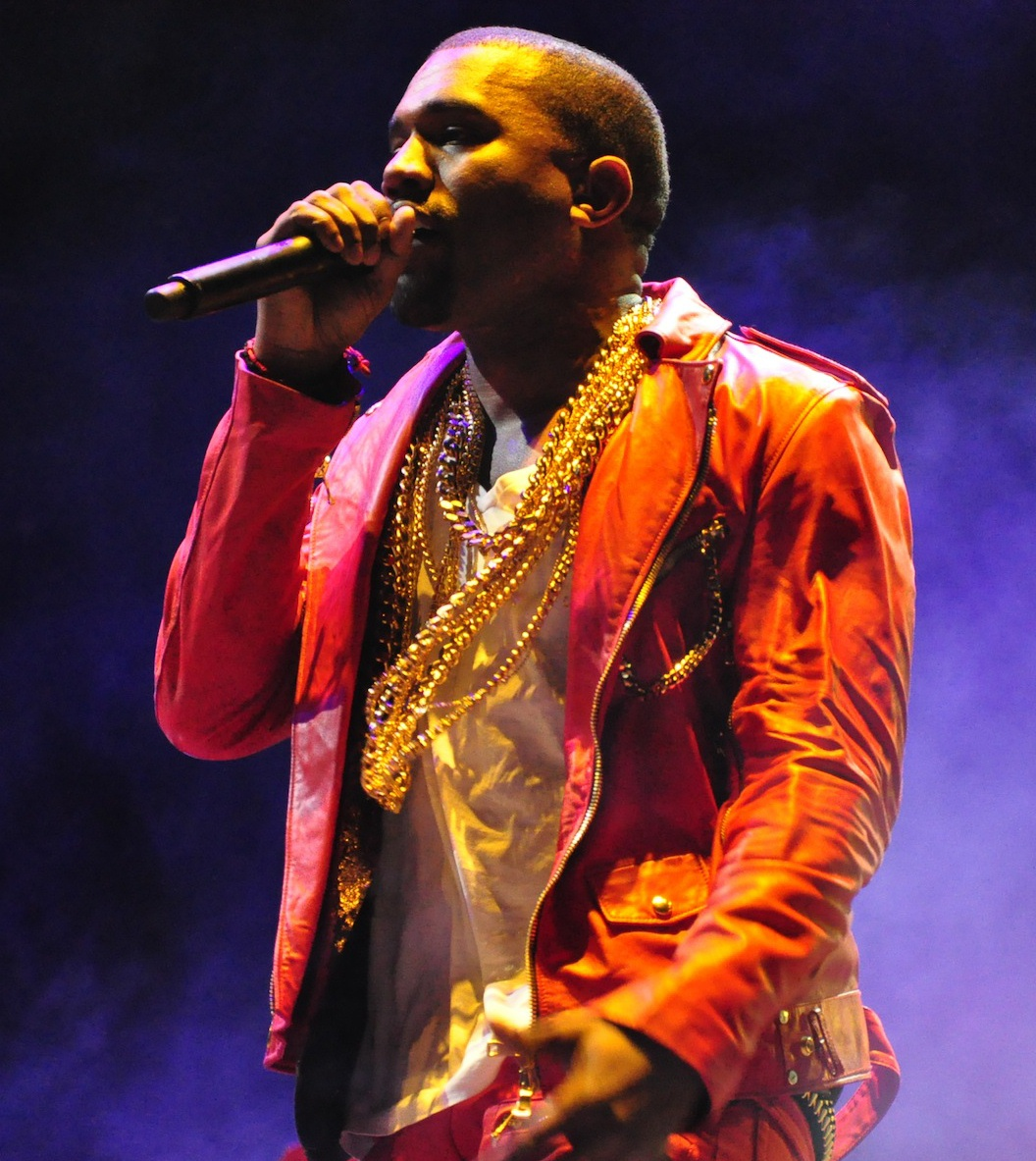
کانیه وست در حال اجرا در لولاپالوزا شیلی در تاریخ ۳ آوریل ۲۰۱۱ در سانتیاگو، شیلی.

ئی‌پی کلاب عشق شامل پنج ترانه است که لرد (با نام تولد الا ماریا لانی یلیچ-اوکانر) و لیتل آن‌ها را نوشته‌اند. نیک وارد از د نلسون میل از این ئی‌پی با عنوان «الکترونیکای چاشنی‌زده با ایندی» یاد کرد و صدای لرد را «دودگرفته» توصیف کرد. در همین حال، کریس شولز از نیوزیلند هرالد در مورد صدای لرد گفت: «به نظر می‌رسد از کسی دو برابر از سن خود روی آمده». منتقدان سبک موسیقی ئی‌پی را با آثار اسکای فریرا، فلورنس اند د مشین، و لانا دل ری مقایسه کردند. جیم پینکنی، سردبیر شنونده نیوزیلند عقیده داشت که ترانه‌های لرد مانند داستان‌های کوتاه ساخته شده‌اند.
ئی‌پی کلاب عشق با ترانه چیمبر پاپ «شجاعت ظاهری» آغاز می‌شود. ترانه‌ای با الهام از «تخیل تیره‌وتار» کانیه وست، که در مورد اعتماد به نفس لرد در هنگام آماده شدن برای ورود به صنعت موسیقی صحبت می‌کند. «سلطنتی» و «اسکناس‌های میلیون دلاری» دو قطعه‌ای هستند که از سبک زندگی پر زرق‌وبرق ثروتمندان انتقاد می‌کنند؛ «سلطنتی‌ها» ترکیبی از زیر ژانرهای پاپ، از جمله آرت پاپ و الکتروپاپ، و همچنین شامل آراندبی است، در حالی که «اسکناس‌های میلیون دلاری» ترکیبی از پاپ و آلترناتیو راک با تأثیرات از هیپ هاپ است. قطعه هم‌عنوان ئی‌پی با نام «کلاب عشق»، در مورد دوستی با «یک جمعیت بد» صحبت می‌کند. ئی‌پی کلاب عشق با قطعه درام اند بیس «گازگرفتن» که از تریپ هاپ تأثیر گرفته‌است، و به همراه «futuristic war drum thump» به پایان می‌رسد. برای نسخه سپتامبر ۲۰۱۳ ئی‌پی کلاب عشق در آی‌تیونز استور ایالات متحده، «سلطنتی‌ها» با «سوینگین پارتی»، یک نسخه بازخوانی‌شده از ترانه گروه موسیقی د ریپلیسمنتز جایگزین شد.

## انتشار و تبلیغات

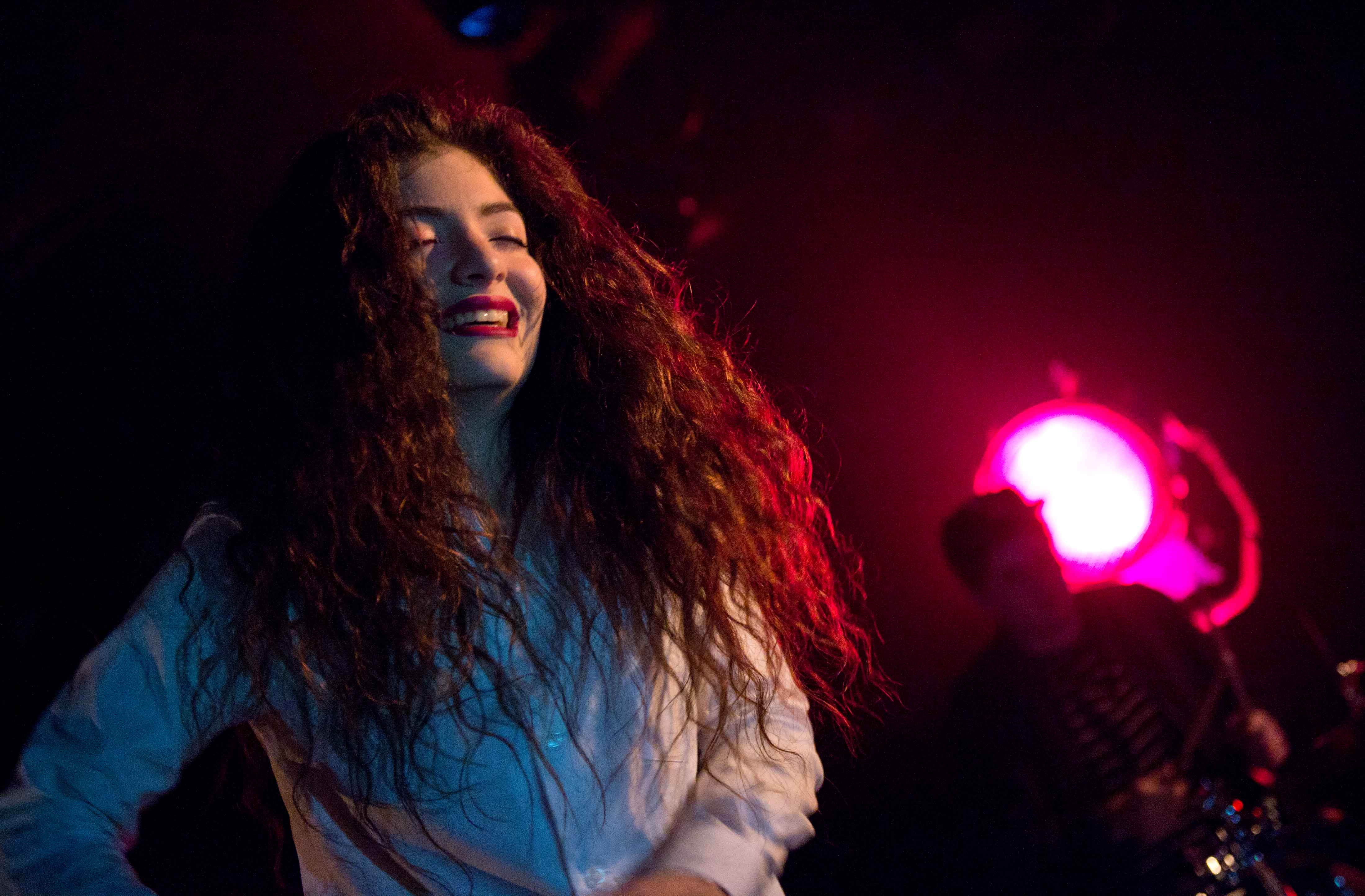
لرد در فستیوال دسیبل در ۲۰۱۳

در نوامبر ۲۰۱۲، لرد از طریق حساب کاربری خود در ساوندکلاود ئی‌پی کلاب عشق را به‌صورت ناشر مؤلف برای دانلود رایگان منتشر کرد. پس از ۶۰٬۰۰۰ دانلود، یوام‌جی تصمیم گرفت ئی‌پی را به‌صورت تجاری منتشر کند. در ۸ مارس ۲۰۱۳، ئی‌پی کلاب عشق به‌صورت دیجیتالی در استرالیا، نیوزیلند، هلند، و ایالات متحده منتشر شد. نسخه سی‌دی این آلبوم در ۱۰ مه در نیوزیلند، در استرالیا یک هفته بعد، و در ایالات متحده در ۹ ژوئیه منتشر شد. در پادشاهی متحده، ویرجین رکوردز نسخه واینل ۱۰اینچی را در ۱۰ ژوئن ۲۰۱۳ منتشر کرد.
در ۳۰ سپتامبر ۲۰۱۳، فهرست قطعه‌های نسخه آی‌تیونز استور ایالات متحده ئی‌پی کلاب عشق تغییر کرد، و «سلطنتی‌ها» جای خود را به «سوینگین پارتی» داد. «سلطنتی‌ها» به عنوان تنها تک‌آهنگ از ئی‌پی منتشر شد. در ۳ ژوئن ۲۰۱۳، لاوا و ریپابلیک رکوردز این قطعه را به رادیوی آلبوم بزرگسال آلترناتیو (AAA) ایالات متحده ارسال کردند. این تک‌آهنگ در اوت ۲۰۱۳ برای دانلود دیجیتالی در سراسر جهان در دسترس قرار گرفت. تمام ترانه‌های ئی‌پی کلاب عشق، از جمله «سلطنتی‌ها»، در نسخه گسترده‌ای از نخستین آلبوم استودیویی لرد با عنوان قهرمان محض که در سال ۲۰۱۳ منتشر شد، حضور داشتند.
در ۲۷ ژوئیه ۲۰۱۳، لرد در فستیوال اسپلندور این د گراس در بایرون بی، استرالیا جایگزین فرانک اوشن شد. در ۶ اوت ۲۰۱۳، او کنسرتی در ال‌ای پواسون روژ در نیویورک برگزار کرد—که اولین نمایش او در ایالات متحده بود. دو روز بعد، او «کلاب عشق» و «سلطنتی‌ها» را از ایستگاه رادیویی کی‌سی‌آردابلیو سانتا مونیکا اجرا کرد. در سپتامبر ۲۰۱۳، او ایفای نقش مهم در فستیوال دسیبل در سیاتل، واشینگتن شد، و برای پشتیبانی ئی‌پی کلاب عشق و نخستین آلبوم استودیویی‌اش قهرمان محض، کنسرتی در وبستر هال و وارساو ونیو در شهر نیویورک برگزار کرد. در ۱۳ نوامبر ۲۰۱۳، او شش ترانه‌اش، از جمله «قهرمان ظاهری» و «سلطنتی‌ها» را در لایو آن لترمن اجرا کرد. در اوایل سال ۲۰۱۴، لرد برای تبلیغ ئی‌پی کلاب عشق و قهرمان محض، تور کنسرت خود را در آمریکای شمالی آغاز کرد.

## بازخورد انتقادی
| بررسی انتقادی      | بررسی انتقادی |
| منبع               | رتبه‌بندی      |
| ------------------ | ------------- |
| آل‌میوزیک           | [ ۷ ]         |
| استاندارد ماناواتو | 4/5 ستاره     |
| mX                 | [ ۴۰ ]        |
| د نلسون میل        | [ ۱۵ ]        |
| نیوزیلند هرالد     | [ ۹ ]         |

در جوایز موسیقی نیوزیلند ۲۰۱۳، لرد جایزه هنرمند چشمگیر سال برای ئی‌پی و جایزه تک‌آهنگ سال برای «سلطنتی‌ها» را دریافت کرد. با «سلطنتی‌ها»، لرد و جوئل لیتل در سال ۲۰۱۳ جایزه سیلور اسکرول ئی‌پی‌آرای را دریافت کردند. در پنجاه و ششمین مراسم جایزه گرمی (۲۰۱۴)، «سلطنتی‌ها» نامزد جایزه ضبط سال، و برنده ترانه سال و بهترین اجرای پاپ تک‌نفره شد. این ترانه در مراسم جوایز موسیقی بیلبورد ۲۰۱۴ برنده جایزه ترانه راک برتر شد. در مراسم جوایز موسیقی ملل ۲۰۱۴، ئی‌پی برای دریافت جایزه بهترین آلبوم نامزد شد، که در آخر به کودتا از جی دراگون رسید.

## عملکرد تجاری
ئی‌پی کلاب عشق در ۱۸ مارس ۲۰۱۳ با رتبه دوم در جدول رسمی موسیقی نیوزیلند شروع به کار کرد و در همان جایگاه به بالاترین موقعیت خود رسید. این ئی‌پی در مجموع ۴۱ هفته را در این جدول گذراند. ئی‌پی به پنجمین آلبوم پرفروش سال در نیوزیلند تبدیل شد که توسط انجمن صنعت ضبط نیوزیلند (RMNZ) برای توزیع بیش از ۱۵۰۰۰ نسخه در این کشور دارای گواهی‌نامه پلاتین شد. در استرالیا، این رکورد در رتبه دوم جدول تک‌آهنگ‌های ای‌آرآی‌ای ظاهر شد. انجمن صنعت ضبط استرالیا (ARIA) گواهی‌نامه پلاتین چندتایی را برای توزیع ۶۳۰٬۰۰۰ نسخه در استرالیا به ئی‌پی کلاب عشق اهدا کرد. در ایالات متحده، این رکورد در بیلبورد ۲۰۰ به رتبه بیست و سوم رسید و تا اوت ۲۰۱۳، ۶۰ هزار نسخه از ئی‌پی در این کشور فروخته شده بود؛ این ئی‌پی به ۱۸۲مین آلبوم پرفروش سال در ایالات متحده تبدیل شد.

## فهرست قطعه‌ها
| شماره      | نام                      | مدت   |
| ---------- | ------------------------ | ----- |
| ۱.         | «شجاعت ظاهری»            | ۳:۴۱  |
| ۲.         | «سلطنتی‌ها»               | ۳:۱۰  |
| ۳.         | «اسکناس‌های میلیون دلاری» | ۲:۱۸  |
| ۴.         | «کلاب عشق»               | ۳:۲۱  |
| ۵.         | «گازگرفتن»               | ۳:۳۳  |
| مجموع مدت: | مجموع مدت:               | ۱۶:۰۴ |

| قطعه پاداش آی‌تیونز استور | قطعه پاداش آی‌تیونز استور          | قطعه پاداش آی‌تیونز استور |
| شماره                    | نام                               | مدت                      |
| ------------------------ | --------------------------------- | ------------------------ |
| ۶.                       | «شجاعت ظاهری» (ریمیکس Fffrrannno) | ۳:۴۲                     |
| مجموع مدت:               | مجموع مدت:                        | ۱۹:۴۶                    |

| نسخه آی‌تیونز استور سپتامبر ۲۰۱۳ ایالات متحده | نسخه آی‌تیونز استور سپتامبر ۲۰۱۳ ایالات متحده | نسخه آی‌تیونز استور سپتامبر ۲۰۱۳ ایالات متحده |
| شماره                                        | نام                                          | مدت                                          |
| -------------------------------------------- | -------------------------------------------- | -------------------------------------------- |
| ۱.                                           | «شجاعت ظاهری»                                | ۳:۴۱                                         |
| ۲.                                           | «سوینگین پارتی»                              | ۳:۴۲                                         |
| ۳.                                           | «اسکناس‌های میلیون دلاری»                     | ۲:۱۸                                         |
| ۴.                                           | «کلاب عشق»                                   | ۳:۲۱                                         |
| ۵.                                           | «گاز گرفتن»                                  | ۳:۳۳                                         |
| مجموع مدت:                                   | مجموع مدت:                                   | ۱۶:۳۶                                        |

## جدول‌ها
| جدول (۲۰۱۳)                    | - بالاترین - موقعیت |
| ------------------------------ | ------------------- |
| استرالیا (ای‌آرآی‌ای)            | ۲                   |
| آلبوم‌های کانادایی (بیلبورد)    | ۲۲                  |
| آلبوم‌های نیوزیلندی (آرام‌ان‌زد)  | ۲                   |
| بیلبورد ۲۰۰ ایالات متحده       | ۲۳                  |
| آلبوم‌های برتر راک ایالات متحده | ۶                   |

| جدول (۲۰۱۳)              | موقعیت |
| ------------------------ | ------ |
| استرالیا (ARIA)          | ۵      |
| آلبوم‌های نیوزیلند (RMNZ) | ۵      |
| بیلبورد ۲۰۰ ایالات متحده | ۱۸۲    |

| جدول (۲۰۱۴)         | موقعیت |
| ------------------- | ------ |
| استرالیا (ای‌آرآی‌ای) | ۸۳     |

| جدول (۲۰۱۰–۲۰۱۹)    | موقعیت |
| ------------------- | ------ |
| استرالیا (ای‌آرآی‌ای) | ۲۹     |

| جدول                     | موقعیت |
| ------------------------ | ------ |
| استرالیا (ARIA)          | ۳۱     |
| آلبوم‌های نیوزیلند (RMNZ) | ۲۶۵    |

## فروش و گواهی‌نامه‌ها
| منطقه                             | گواهی     | واحد گواهی‌شده/فروش |
| --------------------------------- | --------- | ------------------ |
| استرالیا (آی‌اف‌پی‌آی استرالیا)      | ۹× پلاتین | ۶۳۰٬۰۰۰^           |
| نیوزیلند (آرآی‌ای‌ان‌زد)             | پلاتین    | ۱۵٬۰۰۰^            |
| ایالات متحده (آرآی‌ای‌ای)           | —         | ۶۰۰۰۰              |
| ^ رقم توزیع تنها بر پایهٔ گواهی‌ها. |           |                    |

## تاریخچه انتشار
| کشور          | تاریخ        | فرمت             | ناشر(ها)  | شم. کاتالوگ | منا.          |
| ------------- | ------------ | ---------------- | --------- | ----------- | ------------- |
| استرالیا      | ۸ مارس ۲۰۱۳  | دانلود دیجیتال   | یونیورسال | None        | [ ۲۰ ]        |
| هلند          | ۸ مارس ۲۰۱۳  | دانلود دیجیتال   | یونیورسال | None        | [ ۲۲ ]        |
| نیوزیلند      | ۸ مارس ۲۰۱۳  | دانلود دیجیتال   | یونیورسال | None        | [ ۲۱ ]        |
| ایالات متحده  | ۸ مارس ۲۰۱۳  | دانلود دیجیتال   | یونیورسال | None        | [ ۲۳ ]        |
| نیوزیلند      | ۱۰ مه ۲۰۱۳   | لوح فشرده (سی‌دی) | یونیورسال | 226576      | [ ۲۴ ]        |
| استرالیا      | ۱۷ مه ۲۰۱۳   | لوح فشرده (سی‌دی) | یونیورسال | 3738955     | [ ۲۵ ]        |
| پادشاهی متحده | ۱۰ ژوئن ۲۰۱۳ | واینل            | ویرجین    | 3735531     | [ ۲۷ ] [ ۵۹ ] |